# Lejeunea americana
Lejeunea americana là một loài Rêu trong họ Lejeuneaceae. Loài này được (Lindb.) A. Evans mô tả khoa học đầu tiên năm 1902.